# Foldit
Foldit és un videojoc de trencaclosques en línia centrat en el plegament de proteïnes. Forma part d'un projecte d'investigació experimental i fou desenvolupat pel Center for Game Science de la Universitat de Washington en col·laboració amb el Departament de Bioquímica de la mateixa universitat. L'objectiu del joc és plegar l'estructura d'una sèrie de proteïnes de la millor manera possible, fent servir les eines que apareixen al joc. Les solucions que aconsegueixen més punts són analitzades pels investigadors, que determinen si existeix alguna configuració estructural nativa (o estat natiu) que es pugui aplicar a les proteïnes corresponents a la «vida real». Aleshores, els científics fan servir aquestes solucions per resoldre problemes a la «vida real», com ara lluitar contra malalties i erradicar-les o crear innovacions biològiques. Aquest joc és un dels exemples paradigmàtics de ludificació aplicada a l'àmbit de la recerca científica.

## Assoliments
- L'any 2011, es va convidar als usuaris registrats al joc (en aquell moment eren 240.000) a configurar l'estructura d'un enzim associat al virus del SIDA. Gràcies a les mecàniques de joc aplicades a la investigació científica, els jugadors van resoldre en tres setmanes un problema al qual científics d'arreu s'havien enfrontat durant més de 15 anys.[1][2]
- L'any 2012, la revista de divulgació científica Scientific American va publicar que els jugadors de Foldit havien aconseguit per primera vegada el redisseny d'una proteïna gràcies al proveïment participatiu.[3][4]